# Cladosporium digitalicola
Cladosporium digitalicola är en svampart som beskrevs av Z.Y. Zhang, T. Zhang & W.Q. Pu 1998. Cladosporium digitalicola ingår i släktet Cladosporium och familjen Davidiellaceae.   Inga underarter finns listade i Catalogue of Life.